# 皮日馬河 (維亞特卡河支流)
皮日馬河是俄羅斯的河流，位於下諾夫哥羅德州和基洛夫州，屬於維亞特卡河的右支流，河道全長305公里，流域面積14,660平方公里，河流在11月中至4月底結冰，河畔城鎮有蘇維埃茨克。